# Rochedos Tvarditsa
Os Rochedos Tvarditsa (em búlgaro:  скали Твърдица, ‘Skali Tvarditsa’ ska-'li tv&r-'di-tsa) são um grupo de rochedos fora da costa norte da Ilha Greenwich nas Ilhas Shetland do Sul, Antártica situados 1.9 km (1.2 mi) a nordeste da Ilha Ongley, 1.3 km (0.81 mi) a sudoeste da Ilha Stoker e 2.6 km (1.6 mi) a oeste da Ilha Sierra.
Os rochedos receberam o nome da cidade de Tvarditsa na Bulgária sul-oriental.

## Localização
Os rochedos Tvarditsa são localizados em 62° 24′ 39″ S, 59° 52′ 06″ O (Mapeamento búlgaro em 2009).

## Mapa
- L.L. Ivanov. Antártica: Ilha Livingston e Ilhas Greenwich, Robert, da Neve e Smith. Scale 1:120000 topographic map.  Troyan: Manfred Wörner Foundation, 2009.  ISBN 978-954-92032-6-4

## Ligações Externas
- Rochedos Tvarditsa.